# Чемпионат Европы по фехтованию 1994
Чемпионат Европы по фехтованию в 1994 году прошёл в Кракове (Польша). В связи с тем, что с 1992 по 1997 годы на чемпионатах Европы не проводились соревнования в командных первенствах, спортсмены состязались только в личном зачёте. Поединков за третье место в индивидуальном первенстве не проводилось; бронзовые медали получали оба спортсмена, проигравшие полуфинальные бои.

## Общий медальный зачёт
| Место | Страна    | Золото | Серебро | Бронза | Всего |
| ----- | --------- | ------ | ------- | ------ | ----- |
| 1     | Россия    | 2      | 0       | 0      | 2     |
| 2     | Германия  | 1      | 3       | 3      | 7     |
| 3     | Франция   | 1      | 0       | 1      | 2     |
| 4     | Украина   | 1      | 0       | 0      | 1     |
| 5     | Италия    | 0      | 1       | 3      | 4     |
| 6     | Румыния   | 0      | 1       | 1      | 2     |
| 7     | Австрия   | 0      | 0       | 1      | 1     |
| 7     | Швейцария | 0      | 0       | 1      | 1     |
| Всего | Всего     | 5      | 5       | 10     | 20    |

## Медалисты

### Мужчины
| Дисциплина               | Золото              | Серебро           | Бронза                         |
| ------------------------ | ------------------- | ----------------- | ------------------------------ |
| Шпага Личное первенство  | Виталий Агеев       | Арнд Шмитт        | Паоло Миланоли Михаэль Флеглер |
| Рапира Личное первенство | Дмитрий Шевченко    | Уве Рёмер         | Йоахим Вендт Патрис Лотелье    |
| Сабля Личное первенство  | Станислав Поздняков | Раффаэлло Казерта | Вилмош Сабо Луиджи Тарантино   |

### Женщины
| Дисциплина               | Золото          | Серебро     | Бронза                             |
| ------------------------ | --------------- | ----------- | ---------------------------------- |
| Шпага Личное первенство  | Санжита Трипати | Карин Майер | Катя Насс Джианна Хаблютцель-Бюрки |
| Рапира Личное первенство | Забине Бау      | Лаура Бадя  | Аня Фихтель Джованна Триллини      |